# A-26 (航空機)
A-26 (B-26) インベーダー
飛行するA-26B-35-DL 41-39456号機
(1945年撮影)
- 用途：対地攻撃機・軽爆撃機
- 分類：攻撃機→爆撃機→攻撃機
- 設計者：エドワード・ヘンリー・ハイネマン
- 製造者：ダグラス・エアクラフト社
- 運用者

  -  アメリカ陸軍航空軍
  -  アメリカ空軍
  -  アメリカ海軍
  -  フランス空軍
- 初飛行：1942年7月10日
- 生産数：2,503機(2,446機[1])
- 退役

  - 1972年（アメリカ空軍）
  - 1980年（コロンビア空軍）[2]
- 運用状況：退役
- ユニットコスト：242,595米ドル[3]（1942年）

A-26 インベーダー（Douglas A-26 Invader ）は、アメリカ合衆国のダグラス社が開発し、アメリカ陸軍航空軍や空軍で運用された双発攻撃機。
愛称の「インベーダー (Invader)」は、侵略者の意。海軍でもJD インベーダーとして運用された。空軍ではのちに攻撃機枠の廃止に伴い機種が軽爆撃機へと変更され、B-26 インベーダー となったが、その後戻された（後述）。

## 設計
ダグラス社の前作、A-20ハボック攻撃機の後継機として1940年に設計が開始された。具体的にはA-20のバージョンアップ版で2,000馬力級の大出力エンジンの搭載と機体構造の見直しにより、高性能化を図り、かつDB-7（フランスに輸出されたA-20の制式名）が欧州で挙げた戦訓も取り入れて設計が進められた。1941年4月にはモックアップが完成。しかし、実機製作に手間取って試作機が工場をロールアウトしたのは1942年の6月。生産が開始されたのは更に遅れて、1943年の9月。そして実戦部隊に配備されたのが1944年の春頃となった。
アメリカ陸軍航空隊では、伝統的に攻撃機は副操縦士も操縦するが、本機は操縦士が1人という、伝統に反した設計である。これは、イギリス空軍において同種の中型爆撃機が単操縦士式であり、疲労が大きい長距離行や主操縦士が死傷するような事態に陥った場合にしか活躍しない副操縦士は不要という戦訓を容れたためとされる（ちなみに、B-25 ミッチェル爆撃機の後期型においても副操縦士は省略されている。その代わり、その位置には爆撃手を兼ねる航法士が座る）。胴体後方には動力旋回機銃塔を操作する銃手席がある3人乗りの機体であるが、WW2以降、効果的ではないと判断されて上下の旋回機銃塔が外されると共に銃手席も撤去され、複座になった（ただし、使用はされなくなったが、席自体は残された機も多い）。
当初、軍から要求されたA型は機首をソリッドノーズとし75mm砲を搭載した地上攻撃型であったが、ダグラス社はこれに難色を示し、透明機首型の開発を続行すると共に武装を75mm砲と12.7mm機銃2挺、75mm砲と37mm砲、37mm砲2門、37mm砲と12.7mm機銃2〜4挺などの様々な武装が選択可能なプランを提示し、これが後のB型となる。なお、透明機首型はC型としてガラス張りの機首で中高度精密爆撃のためにノルデン爆撃照準器を装備して完成した。機首に前方固定の12.7mm機銃2挺が装備されたが、ほとんどのC型はこれを取り外すか、あるいは未装備の状態で前線へ送り込まれている。
防御火器はA、B、C各型共通で、胴体背面と爆弾倉後方の腹部に遠隔式の12.7mm連装動力機銃塔が設置された。これは別個の目標をそれぞれ狙うことも可能で、背面の機銃塔はパイロットが操作する前方固定機銃としても使用可能だった。他、爆弾倉に1,000lbs (455kg) 爆弾4発、または魚雷2本と、主翼下の左右二箇所ずつに500lbs (227kg) 爆弾を搭載する。
B型は機首に前方固定の12.7mm機銃を6または8挺搭載する。また、いくつかの機は翼内にも左右各3挺ずつ12.7mm機銃を増設し、最大合計14挺（背面銃塔を入れれば16挺）もの前方固定の12.7mm機銃を装備して地上攻撃に猛威を振るった。後期型は翼下の爆弾に替えて、左右7発ずつの5in航空機高速ロケット弾(HVAR)が搭載可能になり、腹部銃塔を廃止。空いた場所に473ℓの燃料タンクを増設して航続力増加を図った。これらの改修はC型にも行われている。

## 運用
第二次世界大戦中に初飛行したため、大戦後半の連合軍優勢の中、戦術爆撃に投入された。また、日本本土空襲にも投入され、沖縄から南九州の爆撃に出撃した。戦争の終了によって、更に改良され強力になった型の5,254機の発注は取り消しとなった。
大戦終結後は余剰機がフランスなどの同盟国に供与されたが、引き続きアメリカ軍も使用を継続し、1948年に軍の機種区分の変更から、B-26へ改名されたが1967年にA-26へ復名した。アメリカ海軍でも標的曳航機など汎用目的に少数の飛行隊を運用した。1962年まで海軍はJD-1やJD-1Dと呼称し、JD-1をUB-26J、JD-1DをDB-26Jに呼称を変えた。
改造型はB型が輸送機型のCB-26B。偵察型のRB-26B。訓練型TB-26B。要人輸送型VB-26B。C型が夜間偵察機型のFA-26C。ドローン誘導母機DB-26C。ミサイル開発試験機EB-26C。訓練および標的曳航型TB-26Cがある。
発展型としては胴体にJ-31ターボジェットエンジンを装備した複合動力機、XA-26Fがあるが、これは試作のみに終わっている。

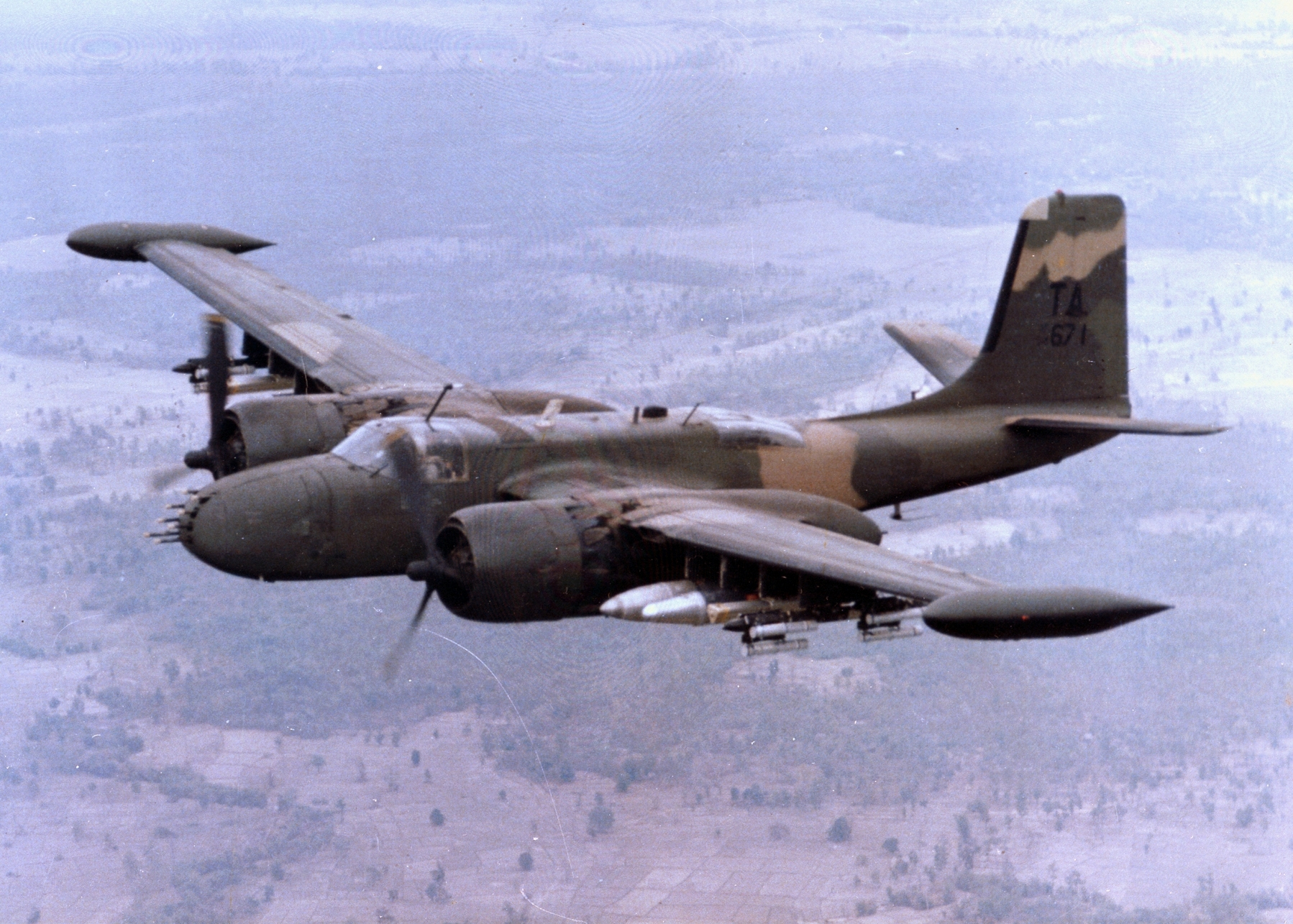
B-26K/A-26A カウンター・インベーダー。
既存のB-26B/C 40機をオンマーク・エンジニアリングが改修して製作した機体で、機銃塔が取り外され、翼端燃料槽の追加が外見上の最大の特徴。ベトナム戦争においては米空軍第609特殊作戦飛行隊に集中配備され、1969年まで運用された。

第二次世界大戦だけでなく、第一次インドシナ戦争や朝鮮戦争にも攻撃機として投入された。その後、B-26B、B-26Kがベトナム戦争に投入された。もちろん、オリジナルそのままではなく、1963年にはCOIN機としてエンジンの換装（R-2800-52W、離昇出力2,500馬力）、電子装備の追加、旋回機銃塔の廃止、主翼を再設計して構造を強化し、翼下に計4,000lbs (1,820kg) までの兵装を懸架するハードポイントの新設、翼端に燃料槽（チップタンク。増槽ではなく切り離せない）の増設などの改修が随時施されている。全面改修を受けた機体は新たにB-26K型と呼ばれたが、1967年に前述の理由から改称されてA-26Aとされた。ややこしいが75mm砲を備えた初期のA-26Aと同一番号なものの、全くの別機である。
1960年代には、インターマウンテン・エアラインに所属するA-26がアメリカの後押しを受けてキューバの亡命者で編成された部隊にピッグス湾上陸で使用された。1964年にはコンゴ動乱の際に中国とソビエトの支援を受けたシンバ（ルムンバ派）との戦闘で、CIAの傭兵が空輸にA-26を使用した。
少数の改良機は1969年まで戦闘任務で使用された。最後のA-26は州兵局で1972年に退役し、国立航空宇宙博物館に贈与された。本機はアメリカ軍の戦闘航空機で唯一（ただし、輸送機ならばC-47がある）、第二次世界大戦、朝鮮戦争、ベトナム戦争の三つに参戦した機体である（同時期の海軍機、ダグラスAD-1スカイレーダー攻撃機は第二次世界大戦での実戦参加を逃している）。

## 仕様
A-26B-50
出典: 「アメリカ陸軍機の全貌」酣燈社刊1964年・125頁
諸元
- 乗員: 3名
- 全長: 15.24m （50ft）
- 全高: 5.64m （18ft 3in）
- 翼幅: 21.34m（70ft）
- 翼面積: 50.62m2 （540ft2）
- 空虚重量: 10,365kg （22,850lb）
- 運用時重量: 12,519kg （27,600lb）
- 最大離陸重量: 15,900kg （35,000lb）

性能
- 最大速度: 575km/h=M0.47 （308kt） 355mph
- 巡航速度: 457km/h=M0.29
- 航続距離: 2,300km （1,200海里） 1,400mi
- 実用上昇限度: 6,700m （22,000ft）
- 上昇率: 6.4m/s （1,250ft/s）
- 翼面荷重: 250kg/m2 （51lb/ft2）

武装
- 機関銃：

- 機首固定 12.7mm機銃 8丁
- 翼内固定 12.7mm機銃 6丁
- 背面銃座 12.7mm機銃 2丁（遠隔操作）
- 下部銃座 12.7mm機銃 2丁（遠隔操作）

- ロケット弾:

- 5in航空機高速ロケット弾(HVAR)×14（翼下の爆弾との選択）

- 爆弾:

- 爆弾倉 4,000-6,000lbs (1,814-2,722kg)
- 翼下 2,000lbs (907kg)

| 機体名              | B-26B                                                                   | B-26C                                                                   |
| ------------------- | ----------------------------------------------------------------------- | ----------------------------------------------------------------------- |
| 乗員                | 3名                                                                     | 3名                                                                     |
| 全長                | 50.8ft (15.48m)                                                         | 51.3ft (15.67m)                                                         |
| 全幅                | 70ft (21.34m)                                                           | 70ft (21.34m)                                                           |
| 全高                | 18.5ft (5.64m)                                                          | 18.5ft (5.64m)                                                          |
| 翼面積              | 541ft2 (50.26m2)                                                        | 541ft2 (50.26m2)                                                        |
| エンジン            | Pratt & Whitney R-2800-79 (2,000Bhp 最大：2,350Bhp) ×2                  | Pratt & Whitney R-2800-79 (2,000Bhp 最大：2,350Bhp) ×2                  |
| 空虚重量            | 22,362lbs (10,143kg)                                                    | 22,690lbs (10,292kg)                                                    |
| ミッション          | BOMBER 爆弾搭載量：4,000lbs (1,814kg)                                   | BOMBER 爆弾搭載量：4,000lbs (1,814kg)                                   |
| 総重量              | 離陸重量：40,015lbs (18,150kg) 戦闘重量：31,775lbs (14,413kg)           | 離陸重量：37,740lbs (17,119kg) 戦闘重量：29,500lbs (13,381kg)           |
| 燃料                | 1,360gal (5,148ℓ)                                                       | 1,235gal (4,671ℓ)                                                       |
| 最高速度            | 322kn/10,000ft (596km/h 高度3,048m)                                     | 323kn/10,000ft (598km/h 高度3,048m)                                     |
| 上昇能力            | 2,515ft/m S.L. (12.78m/s 海面高度)                                      | 2,800ft/m S.L. (14.22m/s 海面高度)                                      |
| 実用上昇限度        | 21,800ft (6,645m)                                                       | 23,400ft (7,132m)                                                       |
| 航続距離            | ―                                                                       | 1,510n.mile (2,797km)                                                   |
| 戦闘行動半径        | 839n.mile (1,554km)                                                     | 790n.mile (1,463km)                                                     |
| 武装                | AN/M2 12.7mm機関銃×16 (弾数計5,600発)                                   | AN/M2 12.7mm機関銃×12 (弾数計4,600発)                                   |
| 外部兵装 (最大搭載) | 爆弾倉・胴体下：1,000lbs爆弾×4、Mk.13魚雷×2 翼下：500lbs爆弾×4、HVAR×14 | 爆弾倉・胴体下：1,000lbs爆弾×4、Mk.13魚雷×2 翼下：500lbs爆弾×4、HVAR×14 |

## 運用者

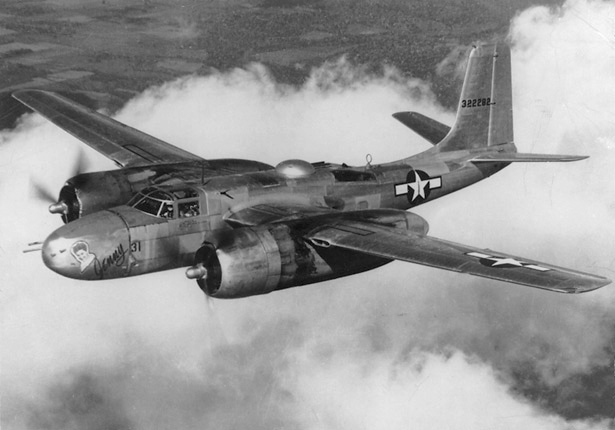
アメリカ空軍所属のA-26B

- アメリカ合衆国
- イギリス
- 中華民国
- インドネシア
- エルサルバドル
- キューバ
- グアテマラ
- コロンビア
- サウジアラビア
- チリ
- ドミニカ共和国
- トルコ
- ニカラグア
- ビアフラ共和国
- ブラジル
- フランス
- 南ベトナム
- ペルー
- ポルトガル

## 各型

### 軍用型
XA-26

試作昼間爆撃機型。透明な機首の設計で、最初はダミーの武装を搭載して飛行試験を行った。番号は41-19504。1機製造。
XA-26A

試作夜間戦闘機型。操縦員とレーダー操作員兼銃手が搭乗する複座設計である。番号は41-19505。1機製造。
XA-26B

試作対地攻撃機型。操縦員と銃手兼航法士、尾部銃手が搭乗する三座設計で機首は「solid-nose」（ガラスでない機首）となっていた。75 mm（2.75インチ）機銃を前方に搭載した。番号は41-19588。1機製造。
A-26B / B-26B

12.7 mm（6インチまたは8インチ）の機関銃を6門ないし8門搭載した強固な機首を持つ対地攻撃機型。1948年にB-26Bへ改称された。オクラホマ州タルサでA-26B-5-DTからA-26B-25-DTの計205機、カリフォルニア州ロングビーチでA-26B-1-DLからA-26B-66-DLの計1,150機が製造された。ロングビーチではさらに421機が計画されたが、23機の製造に留まった。この23機はUSAAF納入後配備や指定（B-??-??をつけること）されずすぐに復興金融公社へ移管され、うち一部はさらに民間や他国の軍へ売却された。1,378機製造。
TA-26B / TB-26B

A-26Bから武装を外した練習機型。
VB-26B

要人輸送機型。軍の将校などの移動に用いられた。B-26Bの非武装化されたもので、米軍で最後まで運用されたA-26B-61-DL・	44-34610もこの型に改造された。
A-26C / B-26C

軽爆撃機型。ガラス張りの尖った透明な機首の設計となり、ノルデン爆撃照準器を搭載して精密な爆撃がより可能となるように開発された。1948年にB-26Cへ改称された。オクラホマ州タルサでA-26C-16-DTからA-26B-55-DTの計1,086機、カリフォルニア州ロングビーチでA-26C-1-DLおよびA-26C-2-DLの計5機が製造された。タルサではさらに53機の機体が製造されたが、USAAFには納入されなかった。1,091機製造。
DB-26C

無人標的機母機型。Q-2A無人標的機を搭載可能なように、懸吊架が頑丈に作られた。
FA-26C / RB-26C

写真偵察機型。A-26Cを非武装化し、夜間撮影用のカメラと発光器を搭載する改造が行われた。1962年にRB-26Cへ改称された。
TB-26C

B-26Cから武装を外した練習機型。
XA-26D
試作攻撃機型。機首に8門の0.50インチ（12.7 mm）機銃、翼内に6門0.50インチ（12.7 mm）機銃というA-26B後期の武装となっているが、発動機はシヴォレー製のR-2800-83へと換装されている。750機がA-26D-DTとして計画されたが、V-Jデイ後にキャンセルされた。番号は44-34776。1機製造。
XA-26E
試作攻撃機型。XA-26Dと同様の機体だが、機首のみ機銃を装備せずA-26Cに用いられた透明な機首になっていた。2,150機がA-26E-DTとして計画されたが、V-Jデイ後にキャンセルされた。番号は44-25563。1機製造。
XA-26F

高速化試作機型。4翅プロペラを駆動し2,100馬力（1,600 kW）を発する2基のR-2800-83レシプロエンジンの他に、後部胴体に取り付けられた1,600 lbf（7.1 kN）を発するJ31ターボジェットエンジンを搭載した。700 km / h（435 mph）の最高速度に達したものの、当初想定されたほどの高速性やその他の性能の向上が見込めず開発は中止された。番号は44-34586。1機製造。
A-26Z
戦後生産型の仮称。従来より強力な新型のR-2800へ換装し、風防を視界改善のため上部へ拡張する設計で、翼端には落下式増槽が追加される計画となっていた。製造された場合には武装機首型はA-26G、ガラス張り機首型はA-26Hに指定されると決められていたが、USAAFは1945年10月に戦後の国防には未だ充分なA-26が配備されているとして開発は中止となった。
TB-26H

練習機・飛行特性試験機型。安定性補強システムによって各所が可変な設計となっている。これによって異なる航空機の飛行特性を幅広く静的および動的特性において安全に試験することができた。最初はプロペラピッチ軸のみが可変となっていたが、改良され可変安定システムが導入された。1963年には可変安定縦横転性能が追加された。
XJD-1

第二次世界大戦中に米海軍へ移管され、多用途任務の試験機となった機体。A-26B-45-DL・44-34217とA-26C-40-DT・44-35467の2機が改造され、57990・57991の海軍航空局番号が与えられた。
JD-1 / UB-26J

陸上多用途機。戦後、余剰となったA-26Cを海軍が貰い受け、多用途任務飛行隊（VU-1、VU-2、VU-3、VU-4、VU-5、VU-7、VU-10）に配備し標的曳航機として運用した。一部はJD-1Dとなった。1962年、JD-1は米軍における命名法の統一によりUB-26Jに改称された。JD-1Dを含め航空局番号は77139 - 77224・80621・80622・89072 - 89081・140326 - 140377。150機が改造された。
JD-1D / DB-26J
陸上標的操作機。KD2R無人標的機などの遠隔操作を行った。1962年、JD-1Dは米軍における命名法の統一によりDB-26Jに改称された。
YB-26K
軽攻撃機型。B-26Kの最終設計のために、オン・マーク・エンジニアリング社で改修された機体。翼が再設計により強化され、後部胴体の拡大、リバーシブルプロペラ/プロペラスピナーのついたR-2800-103Wエンジン、翼端増槽の付加、アヴィオニクスの更新、爆弾架や武装の強化といった改修が行われた。1963年1月28日に初飛行。RB-26C・44-35634をB-26Bの機首に変えた上で改造された。
B-26K / A-26A

軽攻撃機型。オン・マーク・エンジニアリング社で改修が行われ、各2,500馬力（1,900 kW）のR-2800-52Wエンジンへの換装のほかにはプロペラスピナーなしのプロペラ、6門の機銃の撤去といったYB-26Kと異なる点がある。1964年5月26日に初飛行。ベトナム戦争中の1966年5月にA-26Aに改称された。再設計前の期間も含め、設計上の限界飛行時間に達した機体が1969年に現れたため、同年に全機が退役した。40機が改造されたが、ほとんどがB-26BないしTB-26Bで、2機のB-26Cと1機のJB-26Cが含まれる。
RB-26L
夜間写真偵察機型。2つのRB-26C（44-34718および44-35782）が改造された。
B-26N
フランス空軍（Armee de l'air）がアルジェリアで夜間戦闘機として運用したB-26の仮称。実際は改造されたB-26Cで、導入時に退役していたミーティアNF.11夜間戦闘機から、2門の12.7 mm（0.50インチ）のM2機銃が移植された。AI Mk.Xレーダーが搭載され、翼下にガンポッドが装着された。

### 民用型
戦後になってから、300機を超えるA-26がFAAのアメリカ民間航空局に登録されている。それらのうちの最大100機は、おそらくデイヴィスモンサン基地、ヒル基地などの空軍基地から民間空港への移動のためだけに登録され、民間または海外における軍事市場での販売候補として保管されたものである。
エグゼクティヴ / マーケティアー
民間での運用の前には、主に武装など軍事機能の撤去、爆弾倉扉の閉鎖、爆弾倉への乗客用階段の設置、6〜8人分の客席の設置など最小限の改造が加えられた。この最小限の改造が加えられたのが「エグゼクティヴ」と呼ばれた要人輸送機型である。1956年から、ガルフストリームIなどのターボプロップ機が出回るようになった1960年代初頭まで、かなりの数が改造を受けた。また、1957年には更に高性能化したマーケティアーも発売された。
エアタンカー（消防機）
1950年代半ばにはA-26が森林や荒野の火災消防のためのエアタンカーとして試験され、各所で使用された。一時的にホウ酸塩（Borate）が元となる消火剤を使用したため、非公式に「ボレートボマーズ (Borate Bombers)」とも呼ばれた。ホウ酸塩は生態学的に悪影響があることがわかったために間もなく使用が中止され、水・粘土・肥料・赤色染料などの混合消火剤に置き換えられた。1973年頃になるとカナダからの購入の申し出が増加したため、農務省との契約によるA-26の使用は主要な地域で中止され他機種に転換された。
モナーク26
次に最も重要な民間型はロックアイランド社のモナーク26である。民間のためのわずかな改修は、ウォルド・エンジニアリング社、LBスミス・エアクラフト社、RGルトゥーノー社、ロードスベリー社、ロッキード・エアクラフト・サーヴィス社によって行われた。また、ギャレット・アイリサーチ社は、タービンエンジンのテストベッドとして2機のA-26を使用し、片方はモナーク26であるがもう1機はXA-26Fである。
ストール26
リンチ航空タンカー社（Lynch Air Tankers Inc）による、主翼などへの短距離離着陸改造を受けた機体。
マークスマン

民間用の高速輸送機。1961年に初飛行し売り出された。高速化を図るため機首は延長され尖った形状となっている。8機製造

## 現存する機体
| 型名                               | 番号                               | 機体写真 | 所在地                                  | 所有者                                                                  | 公開状況 | 状態     | 備考 |
| ---------------------------------- | ---------------------------------- | -------- | --------------------------------------- | ----------------------------------------------------------------------- | -------- | -------- | --- |
| A-26B-15-DL                        | 41-39161 6874                      | 写真     | アメリカ ヴァージニア州                 | ファイター・ファクトリー (軍事航空博物館)                               | 非公開   | 修復中   | |
| A-26B-20-DL                        | 41-39215 6928                      |          | アメリカ フロリダ州                     | 国立海軍航空博物館                                                      | 公開     | 静態展示 | JD-1 / 77141号機として展示されている。                                                                          |
| A-26B-20-DL マークスマン           | 41-39221 6934                      |          | アメリカ アリゾナ州                     | サウス・マウンテン高等学校                                              | 公開     | 静態展示 | |
| A-26B-20-DL                        | 41-39223 6936                      | 写真     | フランス オート＝ガロンヌ県             | 古代の翼財団 (Ailes Anciennes)                                          | 公開     | 修復中   | |
| A-26B-20-DL                        | 41-39230 6943                      | 写真     | アメリカ オクラホマ州                   | 記念空軍 (CAF)レイディ・リバティ飛行隊                                  | 公開     | 飛行可能 | A-26Cとして展示されている。                                                                                     |
| A-26B-20-DL                        | 41-39288 5159 7001                 |          | ブラジル リオデジャネイロ州             | 航空宇宙博物館                                                          | 公開     | 静態展示 | |
| A-26B-25-DL                        | 41-39303 7016                      |          | アメリカ カリフォルニア州               | 太平洋海岸航空博物館                                                    | 公開     | 静態展示 | 44-34324号機の塗装がされている。                                                                                |
| A-26B-25-DL                        | 41-39327 863 (FACh) 7040           |          | チリ アントファガスタ州                 | アンドレス・サベージャ・ガルベス国際空港                                | 公開     | 静態展示 | |
| A-26B-30-DL                        | 41-39359 7072                      |          | アメリカ テキサス州                     | 海洋航空博物館財団 (Marine Aviation Museum Inc.)                        | 公開     | 飛行可能 | A-26C-30-DLに改造されている。                                                                                   |
| A-26B-30-DL B-26K A-26A            | 41-39378 64-17653 7091             |          | アメリカ アリゾナ州                     | ピマ航空宇宙博物館                                                      | 公開     | 静態展示 | |
| A-26B-30-DL                        | 41-39401 7114                      |          | アメリカ フロリダ州                     | ファンタジー・オヴ・フライト                                            | 非公開   | 修復中   | |
| A-26B-35-DL                        | 41-39427 7140                      |          | アメリカ テキサス州                     | 記念空軍インヴェーダー飛行隊                                            | 公開     | 飛行可能 | |
| A-26B-35-DL                        | 41-39472 7185                      |          | アメリカ カリフォルニア州               | キャッスル航空博物館                                                    | 公開     | 静態展示 | |
| A-26B-40-DL                        | 41-39516 7229                      | 写真     | アメリカ ニューヨーク州                 | ウィングス・オヴ・イーグルス開発センター                                | 公開     | 静態展示 | |
| A-26B-40-DL                        | 41-39537 840 7250                  |          | チリ 首都州                             | 国立航空宇宙博物館                                                      | 公開     | 静態展示 | |
| A-26B-40-DL B-26K A-26A            | 41-39596 64-17676 7309             |          | アメリカ オハイオ州                     | 国立アメリカ空軍博物館                                                  | 公開     | 静態展示 | |
| A-26B-5-DT                         | 43-22258 18405                     |          | アメリカ ノースダコタ州                 | グランド・フォークス空軍基地                                            | 公開     | 静態展示 | |
| A-26B-15-DT                        | 43-22357 18504                     |          | カナダ ブリティッシュコロンビア州       | ブリティッシュコロンビア航空博物館                                      | 公開     | 静態展示 | |
| A-26B-20-DT                        | 43-22444 18501                     |          | アメリカ オクラホマ州                   | ヴァンス空軍基地                                                        | 公開     | 静態展示 | |
| A-26C-20-DT                        | 43-22494 18641                     |          | アメリカ アリゾナ州                     | ピマ航空宇宙博物館                                                      | 公開     | 静態展示 | |
| A-26C-20-DT                        | 43-22499 18646                     | 写真     | アメリカ コネティカット州               | ニューイングランド航空博物館                                            | 公開     | 静態展示 | |
| A-26C-25-DT B-26C-25-DT            | 43-22588 570 (FAP) 227 (FAP) 18735 | 写真     | ペルー リマ                             | ラスパルマス空軍基地                                                    | 公開     | 静態展示 | |
| A-26C-25-DT ストール26             | 43-22602 18749                     |          | アメリカ オハイオ州                     | マップス航空博物館                                                      | 公開     | 静態展示 | 修復中の写真 |
| A-26C-25-DT                        | 43-22652 18799                     |          | アメリカ カリフォルニア州               | トラヴィス空軍基地遺産センター                                          | 公開     | 静態展示 | |
| A-26C-25-DT                        | 43-22653 18780                     | 写真     | オーストラリア ニューサウスウェールズ州 | バンクスタウン空港                                                      | 非公開   | 保管中   | |
| A-26C-25-DT                        | 43-22679 18806                     | 写真     | サウジアラビア リヤード州               | サウジアラビア空軍博物館                                                | 公開     | 静態展示 | |
| A-26B-45-DL                        | 44-34104 27383                     |          | アメリカ インディアナ州                 | A-26インヴェイダー有限会社 (A-26 Invader LLC)                           | 公開     | 飛行可能 | |
| A-26B-45-DL B-26K A-26A            | 44-34119 64-17651 27398            |          | 韓国 慶尚南道                           | KAI航空宇宙博物館                                                       | 公開     | 静態展示 | |
| A-26B-45-DL                        | 44-34134 5176 27413                |          | ブラジル サンパウロ州                   | エドゥアルド・アンドレ・マタラッツォ武器自動車機械博物館                | 不明     | 不明     | |
| A-26B-45-DL                        | 44-34165 27444                     | 写真     | アメリカ カリフォルニア州               | 空軍飛行試験博物館                                                      | 非公開   | 保管中   | |
| A-26B-45-DL B-26K A-26A            | 44-34198 61-17679 27477            |          | アメリカ テキサス州                     | ヴィンテージ飛行博物館                                                  | 公開     | 飛行可能 | |
| A-26B-50-DL                        | 44-34313 27592                     | 写真     | アメリカ カリフォルニア州               | ブラック・クロウ航空有限会社 (Black Crow Aviation LLC)                  | 非公開   | 飛行可能 | 旧塗装 |
| A-26B-56-DL                        | 44-34423 27702                     |          | アメリカ ワシントン州                   | 名誉勲章軍事・航空宇宙博物館 (Honor Point Military & Aerospace Museum)  | 非公開   | 保管中   | |
| A-26B-61-DL                        | 44-34508 27787                     |          | アメリカ テキサス州                     | ウィリアム・スコット・グラヴァー氏 (Wiliam Scott Glover)                | 非公開   | 修復中   | |
| A-26B-61-DL                        | 44-34520 27799                     |          | アメリカ アリゾナ州                     | ローリドセン航空博物館 (Lauridsen Aviation Museum)                      | 公開     | 飛行可能 | |
| A-26B-61-DL                        | 44-34535 937 (DAAFAR) 27814        | 写真     | キューバ ラ・ハバナ州                   | 航空博物館                                                              | 公開     | 静態展示 | |
| A-26B-61-DL B-26B-61-DL            | 44-34538 27817                     | 写真     | アメリカ カリフォルニア州               | リヨン航空博物館                                                        | 公開     | 飛行可能 | |
| A-26B-61-DL                        | 44-34559 27838                     | 写真     | アメリカ ミシシッピ州                   | ジャクソン・ミシシッピ空軍州兵基地                                      | 公開     | 静態展示 | |
| A-26B-61-DL                        | 44-34568 27847                     | 写真     | パキスタン シンド州                     | パキスタン空軍博物館                                                    | 公開     | 静態展示 | |
| A-26B-61-DL                        | 44-34602 27881                     |          | スウェーデン                            | ノーディック・ウォーバーズ (Nordic Warbirds)                            | 非公開   | 飛行可能 | |
| A-26B-61-DL                        | 44-34609 27888                     |          | アメリカ アリゾナ州                     | バックアイ市営空港                                                      | 公開     | 静態展示 | |
| A-26B-61-DL TA-26B-61-DL VB-26B-DL | 44-34610 27889                     |          | アメリカ ジョージア州                   | ミュージアム・オヴ・エイヴィエーション                                  | 公開     | 静態展示 | 空軍州兵局で1972年まで運用され、米軍で最後に退役した機体。A-26C-45-DT / 44-35732号機の塗装がされている。        |
| A-26B-66-DL                        | 44-34665 27944                     |          | アメリカ ネブラスカ州                   | 戦略的航空軍団・航空宇宙博物館                                          | 公開     | 静態展示 | |
| A-26B-66-DL                        | 44-34722 28001                     |          | アメリカ オレゴン州                     | エリクソン航空機コレクション /ティラムック航空博物館                    | 公開     | 飛行可能 | |
| A-26B-66-DL TB-26B-66-DL           | 44-34741 28020                     | 写真     | チリ アントファガスタ州                 | メヒヨネス市第2地区の街頭                                               | 公開     | 静態展示 | 空軍の848号機の塗装がされている。                                                                               |
| A-26B-66-DL                        | 44-34746 28025                     | 写真     | アメリカ オクラホマ州                   | 海外戦争退役軍人会第382番支部 (Veterans of Foreign Wars (VFW) Post 382) | 公開     | 静態展示 | 旧塗装 |
| A-26B-66-DL                        | 44-34749 28028                     | 写真     | アメリカ アリゾナ州                     | エイブラムス空輸製造株式会社                                            | 公開     | 飛行可能 | |
| A-26B                              | 44-34759 28038                     | 写真     | イラン テヘラン                         | テヘラン航空宇宙展示場 (Tehran Aerospace Exhibition Centre)             | 公開     | 静態展示 | |
| A-26B                              | 44-34765 28044                     |          | ベルギー ブリュッセル                   | 王立軍隊軍事史博物館                                                    | 公開     | 静態展示 | |
| A-26B                              | 44-34766 28045                     |          | アメリカ カリフォルニア州               | サームコ航空社 (Thermco Aviation Inc.)                                  | 非公開   | 飛行可能 | |
| A-26B                              | 44-34769 28048                     |          | ギリシャ 中央ギリシャ地方               | シーリンク航空社 (Sea Link Aviation Inc.)                               | 非公開   | 静態展示 | |
| A-26B                              | 44-34773 28052                     | 写真     | フランス マンシュ県                     | ユタビーチ上陸作戦博物館                                                | 公開     | 静態展示 | |
| A-26B                              | 44-34774 28053                     |          | アメリカ ユタ州                         |                                                                         | 非公開   | 修復中   | |
| A-26B                              | 44-34778 098 (RCAF) 28057          | 写真     | カナダ アルバータ州                     | エア・ロス(1980)社 (Air Ross (1980) Inc)                                | 非公開   | 飛行可能 | エアスプレー社（Air Spray Ltd）の98番として運用された機体。旧塗装                                               |
| A-26C-30-DT                        | 44-35204 28483                     |          | アメリカ テキサス州                     | ラフリン空軍基地                                                        | 公開     | 静態展示 | |
| A-26C-30-DT                        | 44-35224 28503                     |          | アメリカ カリフォルニア州               | マーチフィールド航空博物館                                              | 公開     | 静態展示 | |
| A-26C-30-DT RB-26C-30-DT           | 44-35323 28602                     |          | アメリカ アリゾナ州                     | プレインズ・オヴ・フェイム航空博物館グランドキャニオン分館              | 公開     | 飛行可能 | |
| A-26C-30-DT                        | 44-35326 28605                     | 写真     | アメリカ インディアナ州                 | インディアナ軍事博物館 (Indiana Military Museum)                        | 公開     | 静態展示 | 旧塗装 |
| A-26C-35-DT                        | 44-35371 28650                     |          | アメリカ テキサス州                     | 海洋航空博物館財団                                                      | 公開     | 保管中   | |
| A-26C-35-DT                        | 44-35391 226 (FAP) 28670           | 写真     | ペルー イカ県                           | レナン・イライアス・オリヴェイラ空軍大尉空港                            | 公開     | 静態展示 | |
| A-26C-35-DT                        | 44-35439 28718                     |          | アメリカ オレゴン州                     | エヴァーグリーン航空宇宙博物館                                          | 公開     | 飛行可能 | |
| A-26C-35-DT コンソート26           | 44-35440 28719                     |          | アメリカ フロリダ州                     | ウィングス・オーヴァー・マイアミ航空博物館                              | 公開     | 静態展示 | |
| A-26C-35-DT                        | 44-35444 28723                     | 写真     | 台湾 高雄市                             | 航空教育展示館                                                          | 公開     | 静態展示 | かつて歴史的航空機航空博物館が所有していた機体。空軍の第34飛行隊に所属していた844号機の塗装がされている。旧塗装 |
| A-26C-35-DT                        | 44-35456 28735                     |          | アメリカ カリフォルニア州               | ウェイド・イーグルトン氏 (Wade Eagleton)                                | 非公開   | 飛行可能 | |
| A-26C-35-DT B-26K A-26A            | 44-35484 64-17666 28763            | 写真     | アメリカ フロリダ州                     | 航空軍団公園 (Air Commando Park)                                        | 公開     | 静態展示 | 旧塗装 |
| A-26C-35-DT                        | 44-35493 28772                     |          | アメリカ ニューメキシコ州               | ウォー・イーグルス航空博物館                                            | 公開     | 静態展示 | |
| A-26C-35-DT                        | 44-35504 28783                     |          | フランス ウール＝エ＝ロワール県         | シャトーダン空軍基地                                                    | 公開     | 静態展示 | |
| A-26C-35-DT                        | 44-35508 2504(FAC) 28787           |          | コロンビア メタ県                       | ルイス・F・ゴメス・ニーニョ大尉空軍基地                                 | 公開     | 静態展示 | |
| A-26C-35-DT                        | 44-35523 28802                     | 写真     | アメリカ デラウェア州                   | 航空機動軍団博物館                                                      | 公開     | 静態展示 | 旧塗装 |
| A-26C-35-DT                        | 44-35524 28803                     |          | カナダ アルバータ州                     | レイノルズ−アルバータ博物館                                             | 公開     | 飛行可能 | |
| A-26C-40-DT                        | 44-35562 28841                     |          | アメリカ ワシントン州                   | エイリアン・インヴェーダーズ社 (Alien Invaders Inc)                     | 非公開   | 飛行可能 | |
| A-26C-40-DT                        | 44-35586 5156(FAB) 28865           | 写真     | ブラジル リオグランデ・ド・ノルテ州     | アウグスト・セヴェロ国際空港                                            | 公開     | 静態展示 | |
| A-26C-40-DT                        | 44-35596 28875                     |          | アメリカ ハワイ州                       | ヒッカム空軍基地                                                        | 公開     | 静態展示 | |
| A-26C-40-DT                        | 44-35601 28880                     |          | アメリカ アリゾナ州                     | アリゾナ記念空軍博物館                                                  | 公開     | 静態展示 | |
| A-26C-40-DT                        | 44-35617 28896                     |          | アメリカ ユタ州                         | ヒル航空宇宙博物館                                                      | 公開     | 静態展示 | |
| A-26C-40-DT                        | 44-35620 404(FAG) 28899            |          | グァテマラ グァテマラ市                 | グァテマラ空軍技術学校 (School of Mechanics of the Guatemalan Airforce) | 公開     | 静態展示 | |
| A-26C-40-DT                        | 44-35627 28906                     |          | アメリカ カンザス州                     | ドッヂシティー地域空港                                                  | 公開     | 静態展示 | |
| A-26C-40-DT                        | 44-35643 28922                     |          | アメリカ オクラホマ州                   | 記念空軍(CAF)シエラホテル・スポンサー・グループ                         | 公開     | 保管中   | |
| A-26C-45-DT                        | 44-35696 28975                     |          | アメリカ テキサス州                     | コリングス財団                                                          | 公開     | 修復中   | |
| A-26C-45-DT                        | 44-35708 28987                     |          | アメリカ オレゴン州                     | 歴史的航空機航空博物館                                                  | 公開     | 飛行可能 | |
| A-26C-45-DT                        | 44-35710 28989                     |          | アメリカ テキサス州                     | キャヴァナー飛行博物館                                                  | 公開     | 静態展示 | |
| A-26C-45-DT                        | 44-35721 29000                     |          | アメリカ カリフォルニア州               | パームスプリングス航空博物館                                            | 公開     | 静態展示 | |
| A-26C-45-DT                        | 44-35724 29003                     |          | アメリカ アラバマ州                     | サザン・ミュージアム・オヴ・フライト                                    | 公開     | 静態展示 | |
| A-26C-45-DT                        | 44-35733 29012                     |          | アメリカ オハイオ州                     | 国立アメリカ空軍博物館                                                  | 公開     | 静態展示 | |
| A-26C-45-DT                        | 44-35752 29031                     |          | アメリカ ノースカロライナ州             | カロライナス航空博物館                                                  | 公開     | 修復中   | |
| A-26C-45-DT                        | 44-35778 2519(FAC) 29057           |          | コロンビア ボゴタ                       | 航空宇宙コロンビア博物館                                                | 公開     | 静態展示 | |
| A-26C-50-DT                        | 44-35788 29067                     |          | アメリカ ネヴァダ州                     | サボテン空軍翼と車輪博物館                                              | 公開     | 飛行可能 | |
| A-26C-50-DT                        | 44-35859 29138                     | 写真     | フランス                                | アキテーヌ航空宇宙音楽学校                                              | 公開     | 保管中   | |
| A-26C-50-DT                        | 44-35892 29171                     |          | アメリカ コロラド州                     | プエブロ・ワイズブロッド航空機博物館                                    | 公開     | 静態展示 | |
| A-26C-50-DT B-26K A-26A            | 44-35896 64-17640 29175            |          | アメリカ サウスダコタ州                 | サウスダコタ航空宇宙博物館                                              | 公開     | 静態展示 | |
| A-26C-50-DT                        | 44-35898 29177                     |          | オーストラリア ブリスベン               | Aviation Investments Pty                                                | 公開     | 飛行可能 | |
| A-26C-50-DT B-26C-50-DT モナーク26 | 44-35911 29190                     | 写真     | アメリカ ノースカロライナ州             | ノースカロライナの魂有限会社 (Spirit of North Carolina LLC)             | 非公開   | 飛行可能 | |
| A-26C-50-DT                        | 44-35913 29192                     | 写真     | アメリカ テキサス州                     | ダイエス・リニア航空公園 (Dyess Linear Air Park)                        | 公開     | 静態展示 | |
| A-26C-50-DT                        | 44-35918 29197                     |          | アメリカ テキサス州                     | アメリカ空軍航空兵遺産博物館                                            | 公開     | 静態展示 | |
| A-26C-50-DT                        | 44-35937 846(FAC) 29216            | 写真     | アメリカ ルイジアナ州                   | ルイジアナ軍事博物館 (ジャクソン兵舎)                                   | 公開     | 静態展示 | 旧塗装 |
| A-26C-55-DT                        | 44-35948 29227                     | 写真     | アメリカ オハイオ州                     | シャンペイン航空博物館                                                  | 公開     | 静態展示 | 旧塗装 |
| A-26C-55-DT                        | 44-35986 29265                     |          | アメリカ ミシガン州                     | セルフリッジ軍事航空博物館                                              | 公開     | 静態展示 | |
| A-26B-                             | 422 (FAS)                          | 写真     | エルサルバドル                          | 国立航空博物館 (イロパンゴ国際空港旧ターミナルビル)                     | 公開     | 静態展示 | 601号機の塗装がされている。旧塗装                                                                               |
| B-26B-                             | 404 (FAG)                          | 写真     | グァテマラ グァテマラ県                 | ラ・アウロラ国際空港                                                    | 公開     | 静態展示 | |
| A-26B-                             | M-264 (AURI)                       |          | インドネシア                            | Singosari AB                                                            | 公開     | 静態展示 | |
| A-26B-                             | M-265 (AURI)                       |          | インドネシア ジョグジャカルタ           | インドネシア空軍中央博物館                                              | 公開     | 静態展示 | |
| B-26?                              |                                    |          | キューバ ハヴァナ                       | 革命博物館                                                              | 公開     | 静態展示 | ピッグス湾事件のときに撃墜されたもの。                                                                          |

## 登場作品

### 映画
『オールウェイズ』
主人公の愛機として使用されている。
『大列車作戦』
フランス国内の鉄道網を破壊する連合軍爆撃機役として、フランス空軍の所属機が複数主演。低空で現れ、操車場爆撃シーンなどでは実際に爆撃を行っている。

### ゲーム
『War Thunder』
A-26B-10及びA-26B-50が登場。また、A-26C-45がイベント報酬として配布された他PS4アカウント限定の課金機体としてA-26C-45DTが販売されている。

## 日本における事故
- 1947年7月14日 - 横田基地を離陸したA-26がエンジン故障。河川敷に不時着する際、多摩川鉄橋を通過中の八高線の上り貨物列車に接触した。最後尾の車両が鉄橋から転落するなどにより死傷者7人を出した[16]。
- 1950年9月27日 - 岩国市B26爆撃機墜落事故
- 1955年10月9日 - 日野町B26爆撃機墜落事故